# Micrurus altirostris
Espèce
Synonymes
- Elaps altirostris Cope, 1860
- Elaps heterochilus Mocquard, 1887

Micrurus altirostris est une espèce de serpents de la famille des Elapidae. 

## Répartition
Cette espèce se rencontre :
- au Brésil dans le Rio Grande do Sul ;
- en Uruguay ;
- au Paraguay ;
- en Argentine dans les provinces de Corrientes, d'Entre Rios et de Misiones.

## Description
Ce serpent venimeux est ovipare.

## Publication originale
- Cope, 1860 : Catalogue of the venomous serpents in the Museum of the Academy of Natural Sciences of Philadelphia, with notes on the families, genera and species. Proceedings of the Academy of Natural Sciences of Philadelphia, vol. 11, p. 332-347 (texte intégral).